# Miguel Mathet y Coloma
Miguel Mathet y Coloma (Toledo, 1849-Madrid, 1 de agosto de 1909) fue un abogado, arquitecto y político español. 

## Carrera como arquitecto
Acabó la carrera de arquitecto en 1872, licenciándose posteriormente en Derecho por la Universidad Central. Ejerció como arquitecto del Ministerio de Fomento y del Real Patrimonio y como abogado fue consultor de la Sociedad Central de Arquitectos. Desde que su hijo Pedro Mathet acabara los estudios en 1902 trabajó en colaboración con él. 
En su arquitectura desarrolló un estilo ecléctico, con frecuencia empleando también elementos del modernismo. Además hizo numerosos estudios demográficos sobre la población de Madrid, así como otros de carácter urbanístico. Asimismo fue académico de la Real Academia de Bellas Artes de San Fernando.
Es autor de varios edificios madrileños, entre los que destacan el del número 20 de la calle Arenal y el antiguo inmueble de la Compañía Colonial, que ocupa los números 16 y 18 de la calle Mayor, este último fue una reforma de un edificio de viviendas preexistente, realizada junto con su hijo. Sus azulejos los realizó el destacado ceramista Daniel Zuloaga y obtuvo el premio del Ayuntamiento de Madrid a la mejor fachada construida en 1908. También fue autor del proyecto del Teatro Tívoli en 1881, ya desaparecido.
Asimismo trabajó en Zamora, donde diseñó el edificio del antiguo Casino y el Instituto Claudio Moyano.

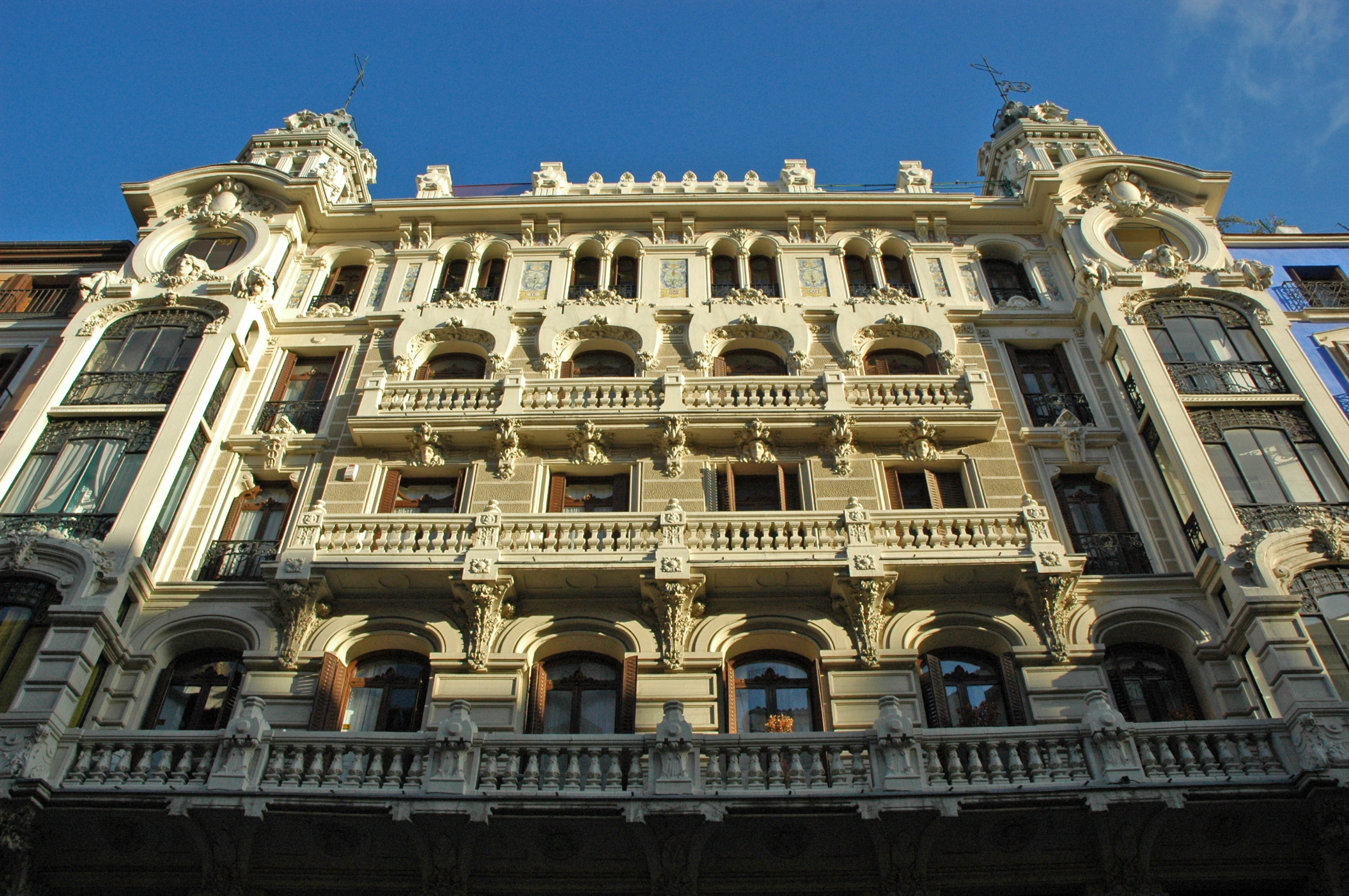
Antiguo Edificio de la Compañía Colonial, en la calle Mayor de Madrid.
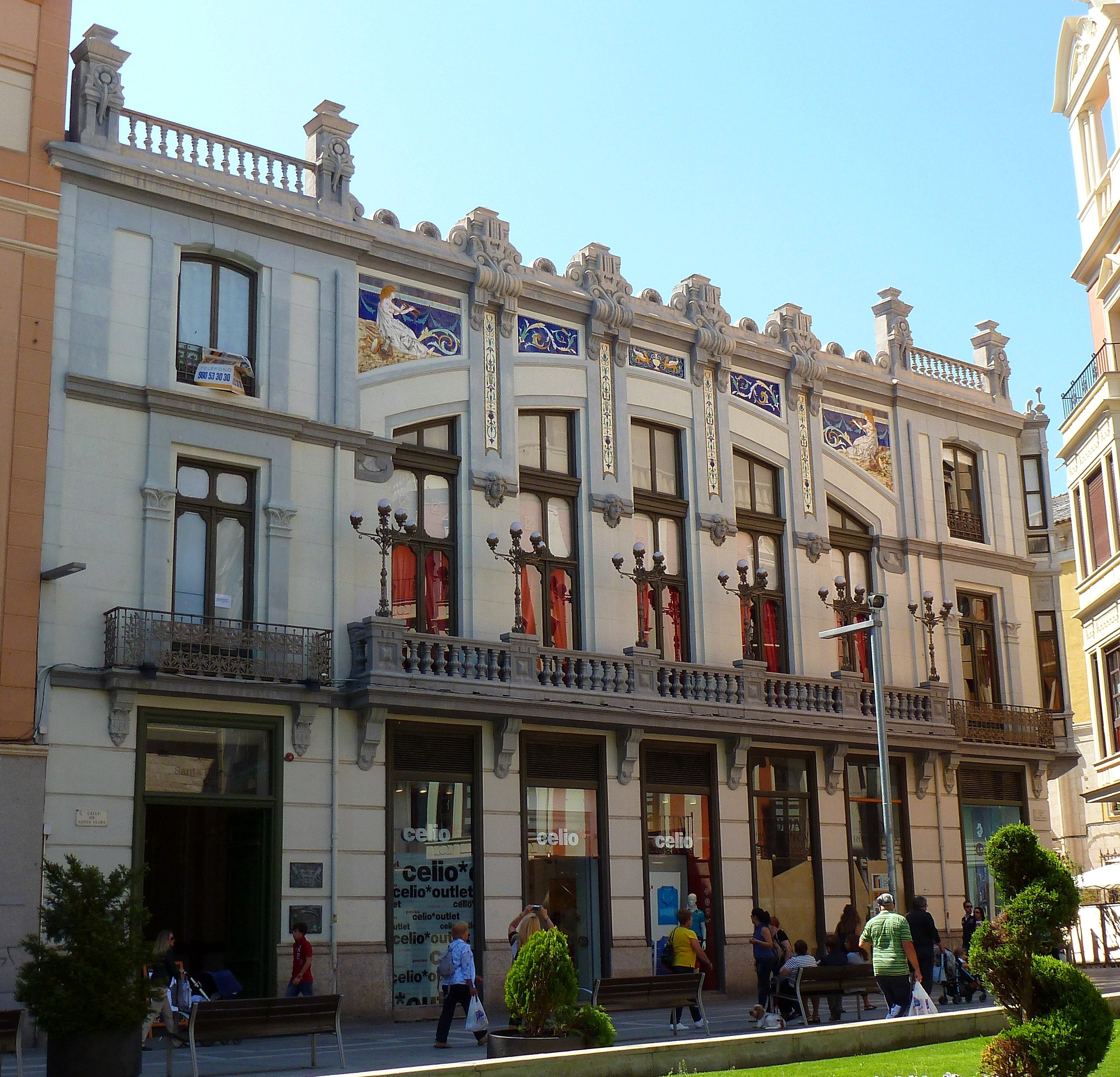
Fachada del antiguo Casino de Zamora.
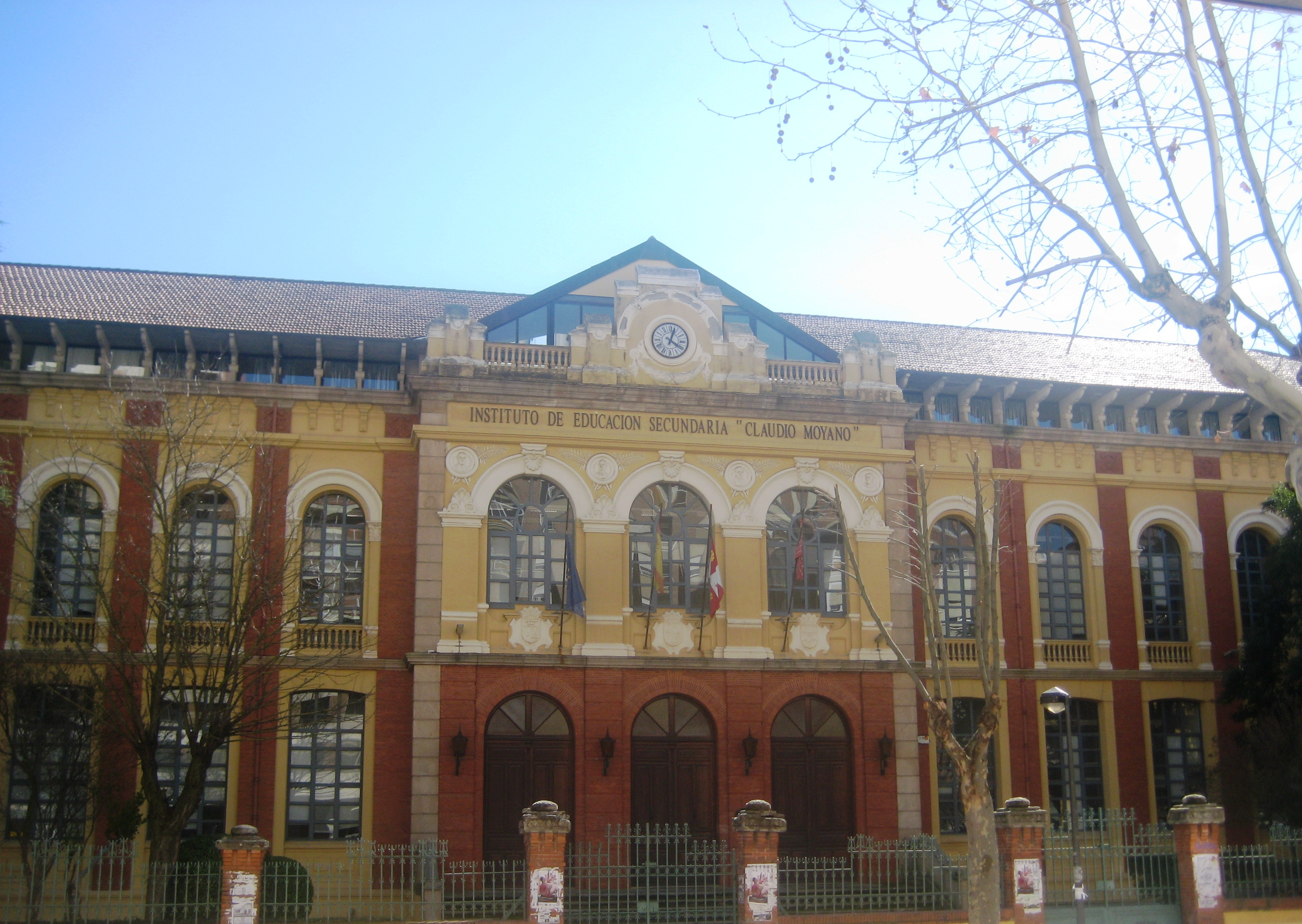
I.E.S. "Claudio Moyano" de Zamora.
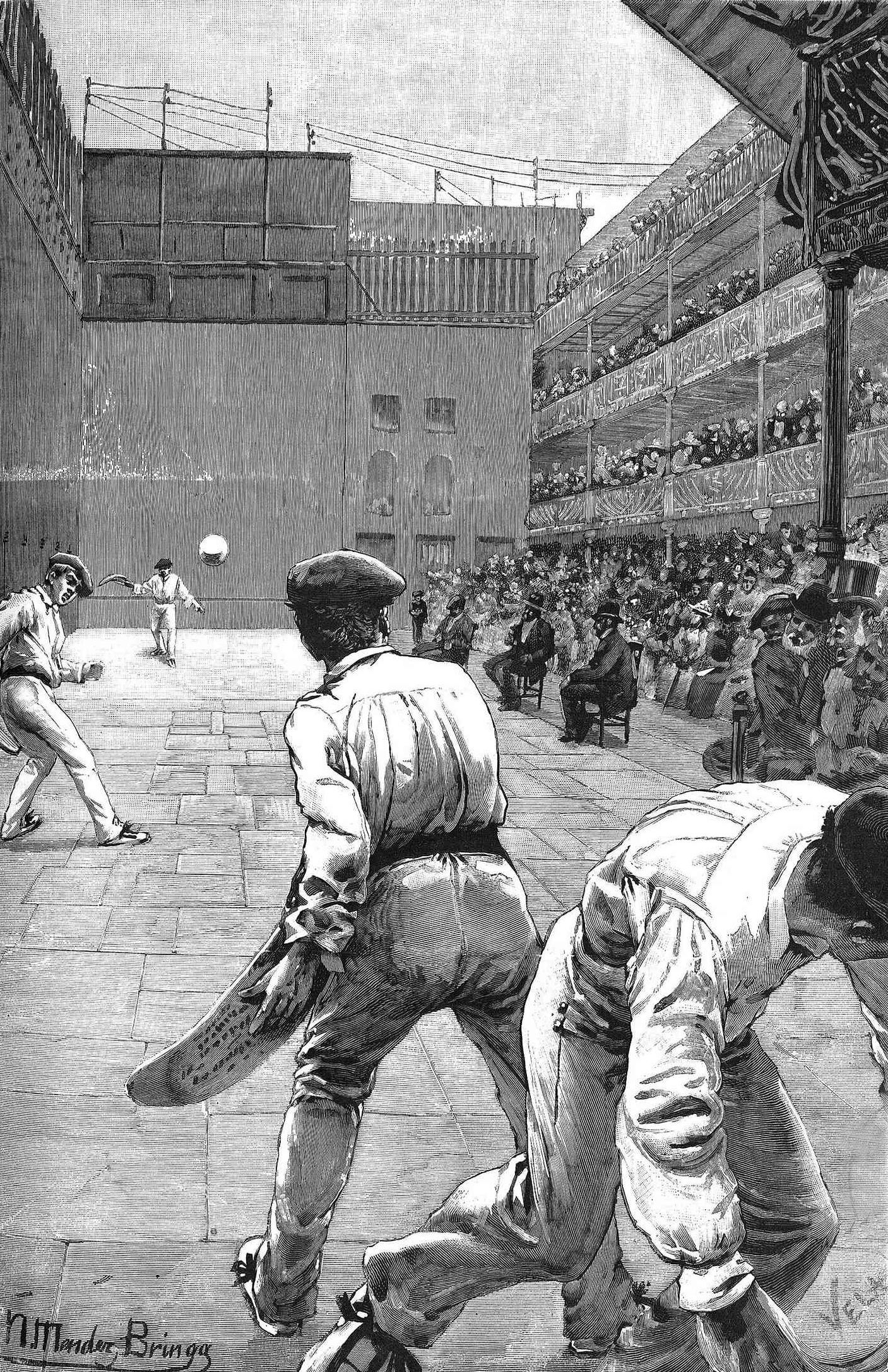
Frontón Jai Alai

## Carrera política
Al mismo tiempo, desarrolló una larga carrera política en la que entró de la mano de Cristino Martos, con el que pasó del republicanismo progresista a la izquierda dinástica. En 1888 fue elegido concejal del Ayuntamiento de Madrid por el distrito de Audiencia y fue nombrado teniente de alcalde de los distritos de Palacio y La Latina. Ingresó en la Diputación Provincial de Madrid como diputado del distrito de Audiencia-La Latina y alcanzó la vicepresidencia de la corporación. El 12 de octubre de 1897 fue nombrado gobernador civil de la provincia de Guadalajara y le tocó dirigir la provincia en los meses previos al desastre colonial, hasta su cese en abril de 1898, pocos días antes de la decisiva batalla de Cavite, en Filipinas.
También fue vicepresidente del Centro Instructivo del obrero de Madrid, formó parte de la Junta Directiva del Círculo de la Unión Mercantil de Madrid y fue miembro de la sociedad "Los protectores de los pobres".